# Renato Del Frate
Renato Del Frate (né le 21 novembre 1910 à Rome et mort le 28 août 1962  à Rome) est un directeur de la photographie italien.

## Filmographie partielle
- 1937 : Sentinelle di bronzo (it) de Romolo Marcellini
- 1939 : L'albergo degli assenti de Raffaello Matarazzo
- 1939 : Il marchese di Ruvolito de Raffaello Matarazzo
- 1939 : L'Apôtre du désert (Abuna Messias) de Goffredo Alessandrini
- 1939 : Il carnevale di Venezia (it) de Giuseppe Adami et Giacomo Gentilomo
- 1940 : Les surprises du wagon-lit (it) (Le sorprese del vagone letto) de Gian Paolo Rosmino
- 1940 : La reggia sul fiume (it) d'Alberto Salvi
- 1940 : Manovre d'amore de Gennaro Righelli
- 1940 : L'imprevisto (it) de Giorgio Simonelli
- 1940 : L'ispettore Vargas (it) de Gianni Franciolini
- 1940 : Il sogno di tutti (it) d'Oreste Biancoli et László Kiss
- 1941 : Le Chevalier sans nom (it) de Ferruccio Cerio
- 1941 : Villa da vendere (it) de Ferruccio Cerio
- 1941 : Il vetturale del San Gottardo (it) de Hans Hinrich et Ivo Illuminati
- 1942 : Quarta pagina de Nicola Manzari
- 1942 : La fortuna viene dal cielo d'Ákos Ráthonyi
- 1942 : Una volta alla settimana d'Ákos Ráthonyi
- 1942 : Tentazione (it) d'Aldo Frosi et Hans Hinrich
- 1942 : La bisbetica domata (it) de Ferdinando Maria Poggioli
- 1942 : La donna del peccato (it) d'Harry Hasso (it)
- 1943 : Senza una donna d'Alfredo Guarini
- 1943 : La valle del diavolo de Mario Mattoli
- 1944 : Vietato ai minorenni (it) de Mario Massa
- 1944 : In cerca di felicità (it) de Giacomo Gentilomo
- 1947 : Perdu dans les ténèbres de Camillo Mastrocinque
- 1947 : Dove sta Zazà? (it) de Giorgio Simonelli
- 1948 : Le Héros de la rue (L'eroe della strada) de Carlo Borghesio
- 1949 : Marechiaro de Giorgio Ferroni
- 1949 : Monaca santa de Guido Brignone
- 1949 : I peggiori anni della nostra vita (it) de Mario Amendola
- 1950 : Demain il sera trop tard ( Domani è troppo tardi) de Léonide Moguy
- 1951 : Amo un assassino (it) de Baccio Bandini (it)
- 1951 : Amore di Norma de Giuseppe Di Martino (it)
- 1952 : Sérénade amère (Serenata amara) de Pino Mercanti
- 1952 : Wanda la pécheresse (Wanda, la peccatrice) de Duilio Coletti
- 1952 : Il tallone d'Achille (it) de Mario Amendola et Ruggero Maccari
- 1952 : I morti non pagano le tasse de Sergio Grieco
- 1952 : È arrivato l'accordatore de Duilio Coletti
- 1952 : Primo premio: Mariarosa de Sergio Grieco
- 1953 : Carmen proibita de Giuseppe Maria Scotese
- 1953 : Le Trésor du Bengale (it) (Il tesoro del Bengala) de Gianni Vernuccio
- 1954 : Accadde al commissariato de Giorgio Simonelli
- 1955 : Il tesoro di Rommel de Romolo Marcellini
- 1955 : La sultana Safiyè de Giuseppe Di Martino (it) et Fikri Rutkay
- 1955 : Terroristi a Madrid de Margarita Alexandre et Rafael María Torrecilla
- 1956 : Roland, prince vaillant (Orlando e i Paladini di Francia) de Pietro Francisci
- 1958 : Mon gosse (Totò e Marcellino) d'Antonio Musu
- 1959 : Bataille devant Tobrouk (Il prezzo della gloria) d'Antonio Musu
- 1961 : La grande Olimpiade de Romolo Marcellini (documentaire)
- 1962 : Il mondo sulle spiaggie de Renzo Rossellini (documentaire)
- 1962 : Séptimo paralelo d'Elia Marcelli (it)